# Autorretrato a los setenta y ocho años

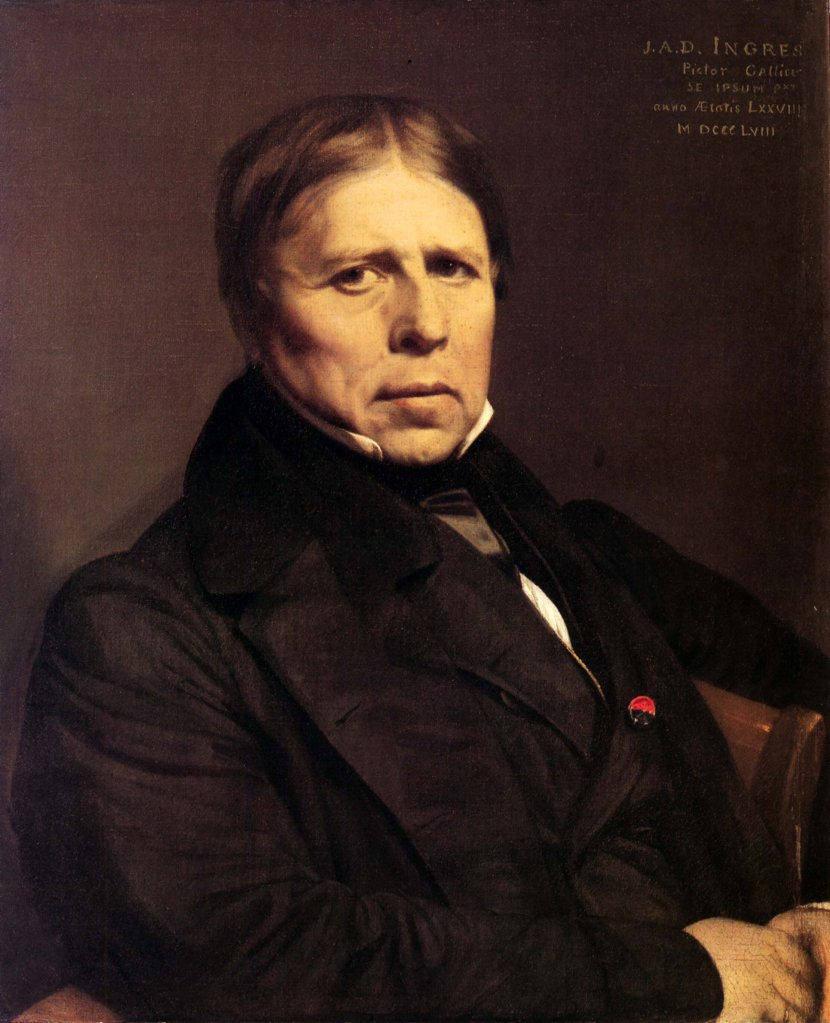
Autorretrato a los setenta y ocho años, 1858, 62 x 51 cm.

Autorretrato a los setenta y ocho años es un óleo sobre tela de 1858 del artista francés neoclásico Jean-Auguste-Dominique Ingres. Es uno de los últimos de sus muchos retratos, los cuales siempre consideró como distracciones molestas de su verdadera vocación, la pintura de historia. La pintura mide 62 x 51 cm y se encuentra en la Galería Uffizi en Florencia.
El autorretrato es conocido por su tratamiento sincero de los efectos físicos de la vejez. La expresión es premonitoria e intensa, y viste un ceñido atuendo de corte militar. El trabajo fue realizado en un momento en que Ingres, a causa de la edad, ya no podía comprometerse con retratos de sociedad, que habitualmente tardaba 4-5 años en completar. Ingres vivió nueve años más, falleciendo el 14 de enero de 1867, a los 86 años.

## Historia
En 1839 el director de los Uffizi, Antonio Ramirez di Montalvo, envió a Ingres una carta solicitándole un retrato de sí mismo para la galería del museo de autorretratos de grandes artistas. Ingres puso reparos, creyendo que sus obligaciones como director de la Academia francesa en Roma— y el trabajo que justo empezaba de Luigi Cherubini y la musa de la poesía lírica— no le dejarían tiempo para emprender el autorretrato. En 1855 el sucesor de Montalvo, el marqués Luca Borbón del Monte, renovó la solicitud; esta vez Ingres se sentía capaz de complacerle. El 20 de marzo de 1858, Ingres informó a Borbón del Monte que había completado el retrato. Dice su carta:
Le ruego, Monsieur le Directeur, que acepte todas mis excusas y lamento no haber cumplido antes con la petición que tan amablemente me ha dirigido. Pero acabo de terminar mi retrato, finalmente, y estoy listo para enviárselo. Sin embargo, quise hacer este retrato sencillo y humilde de modo que los grandes pintores entre quienes estoy a punto de sentarme no me acusen de orgullosa temeridad.
En el primer caso conocido de Ingres utilizando una fotografía como su fuente primaria para un retrato, creó la pintura a partir de una fotografía de ca. 1855 de Gerothwohl y Tanner. La pintura probablemente fue completada con la ayuda de colaboradores desconocidos, aunque el rostro procede únicamente de su mano.

## Descripción
El autorretrato es brutalmente sincero y mayoritariamente exento de vanidad; como estudio de la vejez va más allá incluso de su Retrato de Monsieur Bertin al que evoca deliberadamente. Como siempre, Ingres tomó a Rafael como ideal estilístico. El autorretrato de 1669 de Rembrandt, un artista al que Ingres generalmente tenía en baja estima, ha sido sugerido como una influencia también.

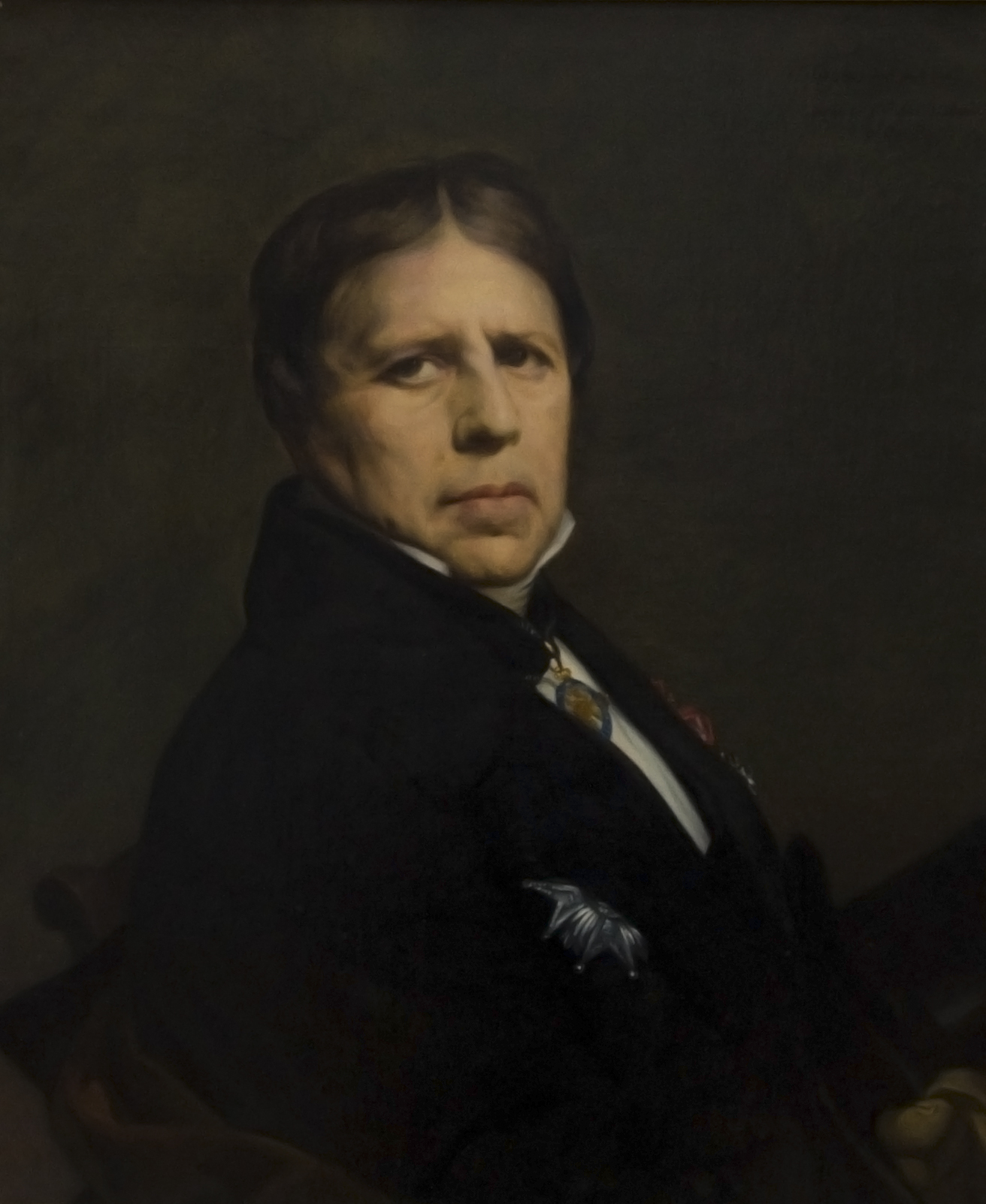
Autorretrato, 1864–65, Museo Real de Bellas Artes de Amberes.

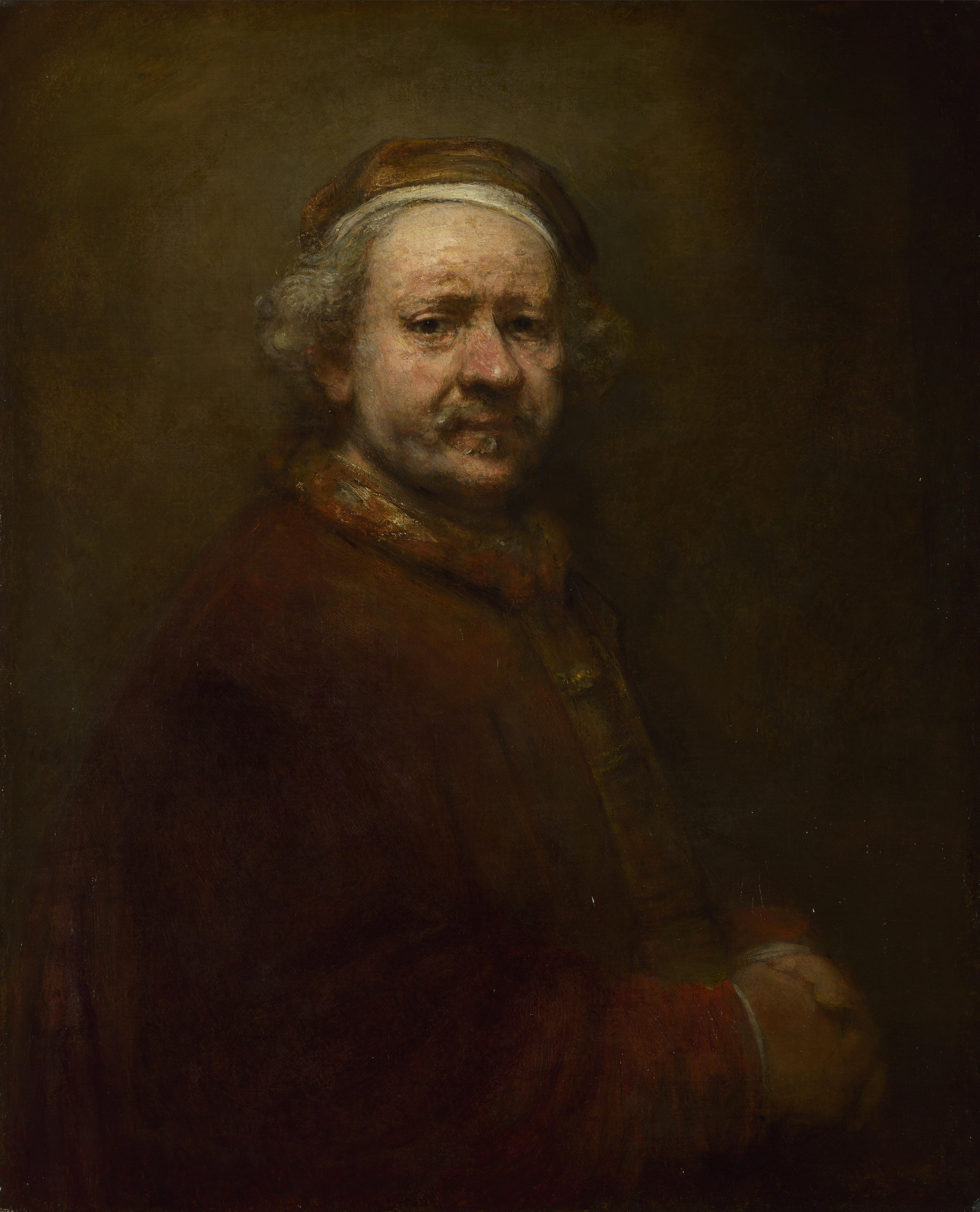
Rembrandt, Autorretrato a la edad de 63 años, 1669. Galería Nacional, Londres.

Ingres se presenta de medio busto, vestido con ropa que sugiere un hombre cultivado, rico, viajado e influyente. Es más delgado en la pintura que en la vida real en ese momento, y lleva un uniforme de gala que refleja su condición de gran oficial de la Legión de Honor de Napoleón. Aunque Ingres aparece envejecido y atribulado, el retrato contiene indicios de optimismo; había enviudado pero se había recuperado y estaba felizmente casado con su segunda esposa Dominique Rame, y podía mirar atrás a una carrera comercialmente exitosa, si no artísticamente satisfactoria. Se representa con una expresión sombría, con las comisuras de la boca hacia abajo, lo que los historiadores del arte ven como una exageración de su visión existencial – existen fotografías del periodo que le muestran casi, o a punto de sonreír, y sus cartas de la época reflejan satisfacción.
Su expresión es a menudo interpretada por los historiadores del arte modernos como conflictiva, atribulada y de mal humor, el reflejo de un pintor de historia frustrado al final de una carrera dedicada en gran parte a la pintura de sociedad.
La pintura fue ampliamente elogiada cuando se exhibió por primera vez, y hoy se considera uno de los mejores ejemplos de autorretrato en la historia del arte. Es a menudo comparada con los autorretratos finales de Rembrandt, aunque el trabajo de Ingres contiene indicios de vanidad que el maestro más antiguo no; Ingres se ha mostrado más esbelto, con menos arrugas y el cabello más oscuro que lo que las fotografías contemporáneas sugieren.
Ingres pintó dos copias con variantes del autorretrato. Una fue completada en 1859, cuando Ingres reelaboró un boceto octogonal al óleo sobre papel que había hecho para el retrato de los Uffizi. Lo montó sobre una tela rectangular, convirtiéndolo en pendant de su Retrato de Madame Ingres, pintado el mismo año. En esta versión Ingres lleva varias condecoraciones y medallas, y sujeta contra el pecho un sombrero de copa con una mano enguantada. La cara está pintada de forma más suelta que en el retrato de los Uffizi, e Ingres no omite el mechón presente en la fotografía original. El retrato se encuentra en el Museo Fogg de Arte, en Cambridge, Massachusetts, Estados Unidos.
Ingres pintó una réplica casi similar de la pintura en el Fogg en 1864–65 para cumplir con la obligación de ser miembro del Museo Real de Bellas Artes de Amberes, propietario de la pintura.